# دمای هوای خشک
دمای هوای خشک (به انگلیسی: Dry-bulb temperature) دمایی است که توسط یک دماسنج که به‌طور مستقیم در معرض هوا و به دور از رطوبت و تشعشع مستقیم قرار گرفته باشد، اندازه‌گیری می‌شود. این دما به عنوان دمای ترمودینامیکی شناخته می‌شود و با واحدهایی چون کلوین (K)، سانتی گراد (C) و فارنهایت (F) گزارش می‌شود. همچنین این پارامتر در سایکرومتری پارامتری مهم بوده و در جداول سایکرومتری از آن استفاده می‌شود.